# Myristicaceae
Myristicaceae is een botanische naam voor een familie van bedektzadige planten, ook bekend als nootmuskaatfamilie of muskaatfamilie. Een familie onder deze naam wordt algemeen erkend door systemen voor plantentaxonomie, en zo ook door het APG-systeem (1998) en het APG II-systeem (2003).
De familie telt enkele honderden soorten, van vrijwel uitsluitend bomen. Deze komen voor in de tropen. De familie is het best bekend als leverancier van nootmuskaat en foelie, beide van Muskaatboom (Myristica fragrans). Verder levert de familie wel hout, vooral gebruikt als schilfineer.
In het Cronquist-systeem (1981) werd de familie ook geplaatst in een orde Magnoliales, die daar echter een andere samenstelling had (en groter was).
De familie wordt traditioneel verwant geacht met de Magnoliaceae.

## Lijst van geslachten
De familie kent ongeveer 20 geslachten.
| - Bicuiba - Brochoneura - Cephalosphaera - Coelocaryon - Compsoneura - Endocomia - Gymnacranthera | - Haematodendron - Horsfieldia - Iryanthera - Knema - Mauloutchia - Myristica | - Osteophloeum - Otoba - Pycnanthus - Scyphocephalium - Staudtia - Virola |